# Prosoplus rugulosus
Prosoplus rugulosus là một loài bọ cánh cứng trong họ Cerambycidae.